# Gottlieb von Werlhof
Gottlieb Friedrich Christian Werlhof, seit 1776 von Werlhof, (* 30. April 1772 in Hannover; † 5. Juni 1842 in Göttingen) war ein deutscher Verwaltungsjurist.

## Leben

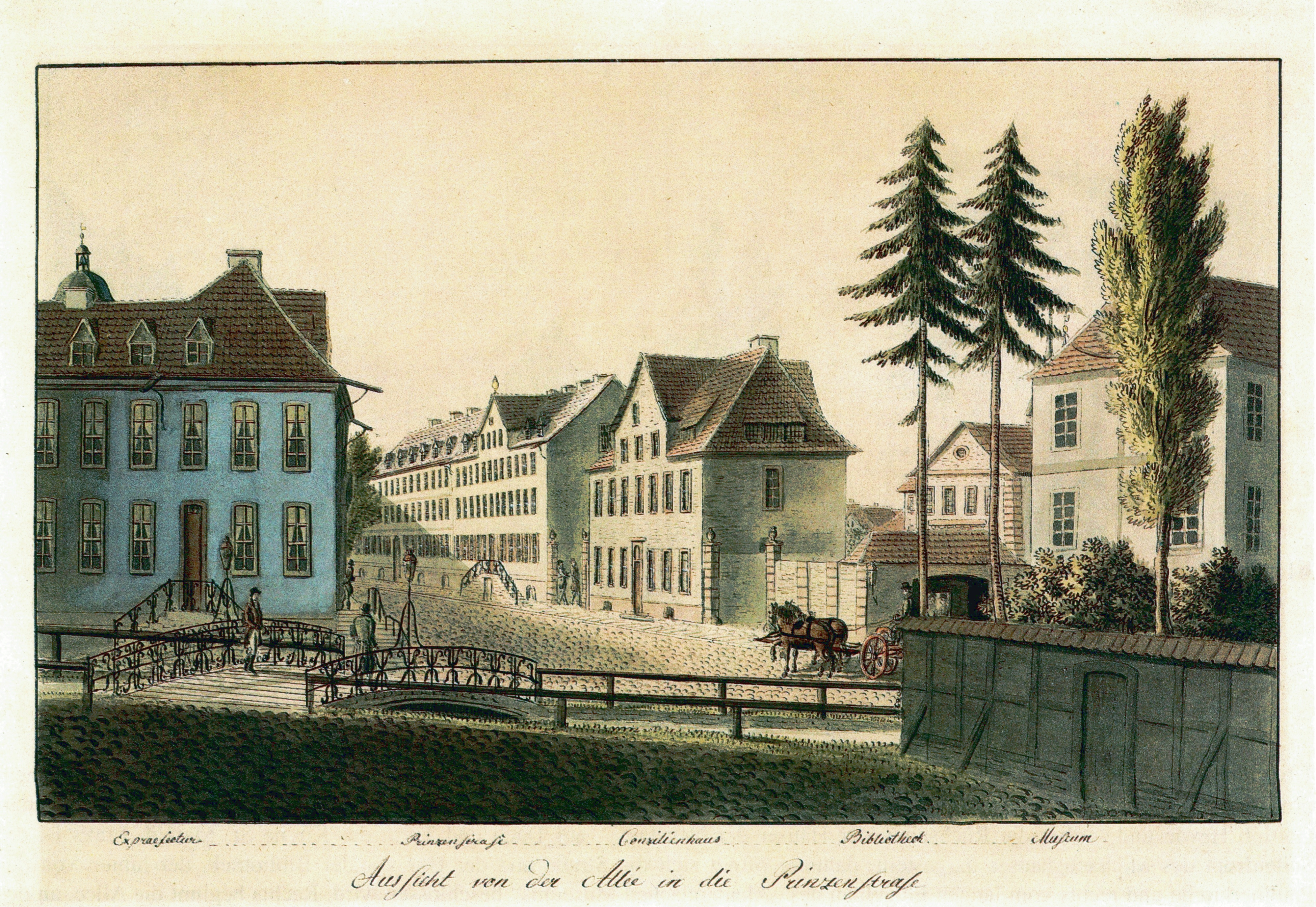
Seitenansicht des Michaelishauses in Göttingen 1820 (links im Bild), damals „Expräfektur“ genannt

Gottlieb war der älteste Sohn, von elf Kindern des Richters Gottfried von Werlhof. Sein Vater war am 18. März 1776 in den erblichen Reichsadelsstand erhoben worden. Der Jurist Ernst August von Werlhof war einer seiner jüngeren Brüder. Werlhof studierte ab 1789 Rechtswissenschaften an der Universität Göttingen und ist für seine Studienzeit als Mitglied des Unitistenordens belegt. 1792 wurde er Auditor in Celle. Ab 1795 war er als Richter am Hofgericht Celle und ab 1797 nebenher in der Justizkanzlei Celle tätig. In der Franzosenzeit war er Präsident des Distriktstribunals Celle und wurde nach deren Ende wieder als Hof- und Kanzleirat in die Justizkanzlei Celle übernommen. 1817 wurde er an die neu eingerichtete Justizkanzlei Göttingen versetzt und erwarb 1820 das Michaelishaus, wo er bis zu seinem Tode lebte. 1823 wurde er Direktor des mit der Göttinger Justizkanzlei verbundenen Pupillenkollegiums und 1832 Kanzleidirektor der Justizkanzlei Göttingen. 1839 wurde er außerordentliches Mitglied des Hannoverschen Staatsrats.
Werlhof heiratete 1806 Charlotte Catharina Soest (1767–1842). Aus der Ehe gingen zwei Söhne hervor, darunter August von Werlhof.

## Auszeichnungen
- 1835: Ritter des Guelphenordens
- 1837: Ehrendoktor der Universität Göttingen